# شلباخ
شلباخ (به آلمانی: Schellbach) یک منطقهٔ مسکونی در آلمان است که در گوتنبورن واقع شده‌است. شلباخ ۵۱۱ نفر جمعیت دارد.